# Gland (Aisne)
Gland ist eine französische Gemeinde  mit 429 Einwohnern (Stand: 1. Januar 2022) im Département Aisne in der Region Hauts-de-France. Sie gehört zum Arrondissement Château-Thierry, zum Kanton Château-Thierry und zum Gemeindeverband Région de Château-Thierry.

## Geografie
Die Gemeinde Gland liegt fünf Kilometer östlich von Château-Thierry an der Marne, die die Gemeinde im Süden begrenzt. Umgeben wird Gland von den Nachbargemeinden Verdilly im Nordwesten und Norden, Mont-Saint-Père im Norden und Nordosten, Fossoy im Osten und Südosten, Blesmes im Süden  sowie Brasles im Westen.

## Bevölkerungsentwicklung
| Jahr                       | 1962 | 1968 | 1975 | 1982 | 1990 | 1999 | 2006 | 2013 | 2021 |
| Einwohner                  | 312  | 316  | 365  | 467  | 503  | 452  | 469  | 463  | 432  |
| Quellen: Cassini und INSEE |      |      |      |      |      |      |      |      |      |

## Sehenswürdigkeiten
- Kirche Saint-Remi
- Lavoir

## Weinbau
Gland gehört, obwohl außerhalb der Region gelegen, zum Weinbaugebiet der Champagne.